# Мексиканська митрополія
Мексиканська митрополія (грец. Μητρόπολη Μεξικοῦ) — митрополія Константинопольської православної церкви на території Мексики, Колумбії, Венесуели та країн Центральної Америки. Єпархіальний центр — Наукальпан-де-Хуарес (передмістя Мехіко). Кафедральний собор — Собор Святої Софії в Наукальпані. Правлячий архієрей — митрополит Мексиканський Афінагор (Анастасіадіс).
Утворена в 1996 році шляхом виділення з Американської архієпархії як Панамська митрополія, з 2005 року має сучасну назву.